# Trimata ot zapasa
Trei rezerviști (în bulgară Тримата от запаса, transliterat Trimata ot zapasa cu sensul de Cei trei rezerviști) este un film de război bulgar de comedie-dramatică din 1971, regizat de Zako Heskia, cu Gheorgi Parțalev, Kiril Gospodinov și Nikola Anastasov în rolurile principale.

## Rezumat
În iarna anului 1945, Prima Armată Bulgară este angajată pe Frontul al III-lea Ucrainean în luptele pentru eliberarea Ungariei de sub naziști în timpul celui de-al Doilea Război Mondial. Trei bărbați sunt trimiși să se alăture armatei, dar sunt complet nepregătiți și fără o idee clară despre război. 
Spre râsul și regretul comandanților, acești soldați de rezervă sunt complet inapți pentru război. Pentru a înrăutăți lucrurile, Staikov nu vrea să folosească pușca din motive religioase, Spiro este îndrăgostit de o frumoasă maghiară pe nume Ilonka, iar Peyo proaspăt căsătorit se gândește doar la mireasa lui. Sunt pe cale să se întoarcă în Bulgaria, dar rămân.
În cele din urmă, însă, într-un atac forțat asupra pozițiilor inamice, s-au alăturat bătăliei și cei trei, care până atunci nu fuseseră decât obiect de bătăi și neglijență. După ce a fost martor la tragedia umană, chiar și Staikov nu a împușcat inamicul, dar l-a sugrumat cu mâinile. Fără să-și dea seama, devin eroi.

## Distribuție
- Gheorgi Parțalev - Ivan Staykov
- Nikola Anastasov - Peyo Vutov
- Kiril Gospodinov⁠(d) - Spiro Stoimenov
- Vălcio Kamarașev - sergent
- Stoicio Mazgalov - ajutor de comandant
- Tünde Szabó - Ilonka (fata maghiară)
- Bella Tsoneva - soția lui Peyo
- Vasil Popiliev - comandant
- Slavcho Mitev
- Dimitar Yordanov
- Dimiter Milushev
- Gani Staykov
- Nikola Dobrev
- Vasil Yotov
- Vladimir Davcev
- Nikola Dadov

## Primire
De la lansare, filmul a câștigat o mare popularitate. Interpretările memorabile ale lui Partsalev, Gospodinov și Anastasov au transformat personajele lor în favoritele publicului. Trei rezerviști a devenit unul dintre clasicii cinematografiei bulgare din acei ani.